# Martyrs chrétiens au Colisée
Martyrs chrétiens au Colisée (en russe : Христианские мученики в Колизее) est un tableau de grand format, réalisé par le peintre russe Constantin Flavitski (1830-1866), et terminé en 1862. Il fait partie de la collection du Musée russe de Saint-Pétersbourg (sous le n° d'inventaire Ж-5688). Les dimensions du tableau sont de 385 × 539 cm,,,.
La toile a été achevée par Flavitski en Italie, durant la dernière année de son séjour à l'étranger comme pensionnaire de l'académie (1855-1862). Après son retour en Russie, le tableau a été exposé à l'exposition de l'Académie de 1863. L'Académie russe des Beaux-Arts attribue à Flavitski pour ce tableau le titre de membre libre d'honneur,.
L'intrigue de cette œuvre est liée à l'histoire ancienne du christianisme et l'idée principale qui en ressort est de glorifier l'héroïsme au nom de la foi en sa croyance. Les contemporains et les chercheurs plus tardifs de cette toile de Flavitski ont remarqué l'influence significative qu'a eue Karl Brioullov sur Flavitski avec sa toile épique de 1833, Le Dernier Jour de Pompéi,.

## Sujet et description
Le sujet du tableau est lié aux persécutions des premiers disciples du christianisme dans l'Empire romain à partir de la première moitié du Ier siècle de notre ère. La période du règne de l'empereur Néron (54-68 de notre ère) a été marquée par une cruauté particulière. Le Colisée de Rome a été construit plus tard, après les années 72-80. Selon certaines sources[réf. nécessaire], de telles exécutions auraient eu lieu au Colisée également sous le règne de l'empereur Trajan (98-117), après avoir débuté avec l'exécution d'Ignace d'Antioche, en l'an 107.
L'idée principale de cette toile de Flavitski est la glorification de l'héroïsme au nom de la foi. Le peintre a représenté un cachot sous les arènes du Colisée, dans lequel des chrétiens, au nombre desquels se trouvent des personnes âgées, des femmes et des enfants, attendant une mort imminente. Dans la partie gauche du tableau se détachent les figures de deux esclaves-gardiens : l'un ouvre la grille massive du cachot, tandis que l'autre, d'un air ironique, appelle les chrétiens vers l'arène du Colisée éclairée par le soleil. Au fond de celle-ci, on aperçoit des lions dans une cage. Un homme porteur d'une croix tendue vers le haut entraîne derrière lui un garçon qui se retourne vers sa mère tendant désespérément de le retenir et serrant un bébé contre son sein. À côté d'elle, deux filles se pressent contre leur mère. À droite, un vieil homme aveugle marche précautionneusement vers la lumière qui l'attire au-delà des grilles ouvertes. Derrière lui, deux jeunes époux effrayés sont serrés l'un contre l'autre. Dans le fond du cachot, des soldats romains tentent de pousser des chrétiens qui se disent adieu vers la sortie,,.
L'historienne d'art Tatiana Gorina a exploré l'œuvre de Flavitski et y trouve une dualité entre d'une part le sujet de tradition académique et d'autre part l'expression romantique du thème de la lutte pour la liberté de croyance et d'opinion. L'historienne d'art Alla Verechtchaguina partage cette opinion, mais ajoute que l'auteur à cette époque n'était pas du côté de l'Église catholique, mais du côté de Giuseppe Garibaldi et d'autres représentants contemporains du Risorgimento. C'est pourquoi Verechtchaguina pense que l'homme situé au centre du tableau, qui brandit une croix et mène un garçon vers l'arène, pourrait représenter, non pas le prédicateur porteur de la croix, mais au contraire, le bourreau complice, image négative et impitoyable de celui qui presse les malheureux chrétiens de sortir, arrachant une croix à l'un ou l'autre et l'agitant, tout en les menant à la mort dans l'arène.
Des liens ont été remarqués par les critiques entre cette toile de Flavitski et la toile de Karl Brioullov Le Dernier Jour de Pompéi. Dans cette dernière, l'intrigue est liée aux évènements tragiques de l'histoire lors d'une catastrophe naturelle, l'éruption d'un volcan, tandis que chez Flavitski elle est liée à la cruauté et au fanatisme des hommes. Dans les deux tableaux apparaissent des effets d'éclairage similaires et des taches de vives colorations contrastées. Il existe également des analogies observables dans le traitement de la disposition plastique des personnages,.

## Histoire
C'est en qualité de pensionnaire de l'Académie russe des Beaux-Arts que Constantin Flavitski a voyagé en Europe durant les années 1855-1862. Il a visité Berlin, Dresde et Paris, puis a vécu à Rome. En Italie, il a travaillé sur le tableau Les derniers instants des chrétiens condamnés à être dévorés par des fauves, qui est devenu plus tard la toile connue sous le nom de Martyrs chrétiens au Colisée.
En 1862, Flavitski retourne en Russie et s'installe à Saint-Pétersbourg. Sa toile Martyrs chrétiens au Colisée est présentée lors de l'exposition de l'Académie en 1863. La même année, il a reçu le titre de membre libre d'honneur de l'Académie des Beaux-Arts. Pourtant, cela traduisait une évaluation relativement faible et Flavitski s'attendait à recevoir le titre d'académicien. Le peintre Nikolaï Gay, qui s'est lié d'amitié avec Flavitski en Italie, raconte que ce dernier a essayé de savoir pourquoi l'Académie avait eu cette attitude à son égard et il a appris que c'était du fait que sa peinture ressemblait trop à celle de Karl Brioullov,,.
Néanmoins, la toile a finalement été achetée par l'Académie des Beaux-Arts,. Lors de l'exposition de la même Académie, en 1864, Flavitski a présenté son tableau La Princesse Tarakanova, et il reçut, grâce à ce tableau, le titre de professeur. Mais il meurt jeune, de phtisie à l'âge de 35 ans. Les fonds reçus pour la vente du tableau Martyrs chrétiens au Colisée ont été transférés à l'Académie pour la constitution d'une bourse Constantin Flavitski à sa mémoire.
En 1897, le tableau a été transféré au Musée russe de l'empereur Alexandre III (devenu aujourd'hui le Musée russe), où il se trouve encore aujourd'hui,. Après l'ouverture du musée du Palais Mikhaïlovski, en 1898, il a été transféré dans la salle qui expose le tableau de Karl Brioullov intitulé Le Dernier Jour de Pompéi. D'après les souvenirs d'Alexandre Benois, dans la même salle se trouvaient La Mort de Camille, sœur d'Horace et Moïse et le serpent d'airain de Fiodor Bruni, L'Apparition du Christ à Marie Madeleine après la Résurrection d'Alexandre Ivanov, La Cène de Nikolaï Gay, Le siège de Pskov et deux ou trois tableaux d'Ivan Aïvazovski,. Aujourd'hui, la toile des Martyrs chrétiens du Colisée est exposée dans la salle 21 du Palais Mikhaïlovski où l'on trouve aussi Phryné aux fêtes de Poséidon à Éleusis d'Henryk Siemiradzki et La Mort de Néron de Vassili Smirnov.

## Esquisses
Le musée russe possède également un croquis éponyme de cette toile (papier, huile, 18 × 26 cm, inventaire n° Ж-1151), transféré en 1917, en même temps que la collection de Sergueï Botkine et de son fils par la veuve Alexandra Botkine (née Tretiakova, fille de Pavel Mikhaïlovitch Tretiakov),.
Une esquisse éponyme se trouve à la Galerie Tretiakov (huile, toile, 67,5 × 89,8 cm, inventaire n° Ж-315).
Il existe aussi une esquisse du tableau Martyrs chrétiens au Colisée au Musée des Beaux-Arts-zapovednik de Rybinsk (ru) (papier sur toile, huile, 43 × 61 cm, début des années 1860, sous le no  d'inventaire Ж-850),,.
En outre, la Galerie nationale d'Art de Perm conserve également une esquisse de Flavinski Martyrs chrétiens au Colisée, ou Chrétiens au Colisée (huile, toile, 60 × 80 cm, sous le n° d'inventaire Ж-178). Cette esquisse de Perm a été transférée à la galerie en 1925 depuis le fonds des musées du Commissariat du peuple à l'Éducation. À la différence des autres esquisses, les chrétiens ne se trouvent pas dans un cachot sur celle du musée de Perm, mais dans l'arène du Colisée.

Esquisses de Martyrs chrétiens au Colisée de Flavitski C.
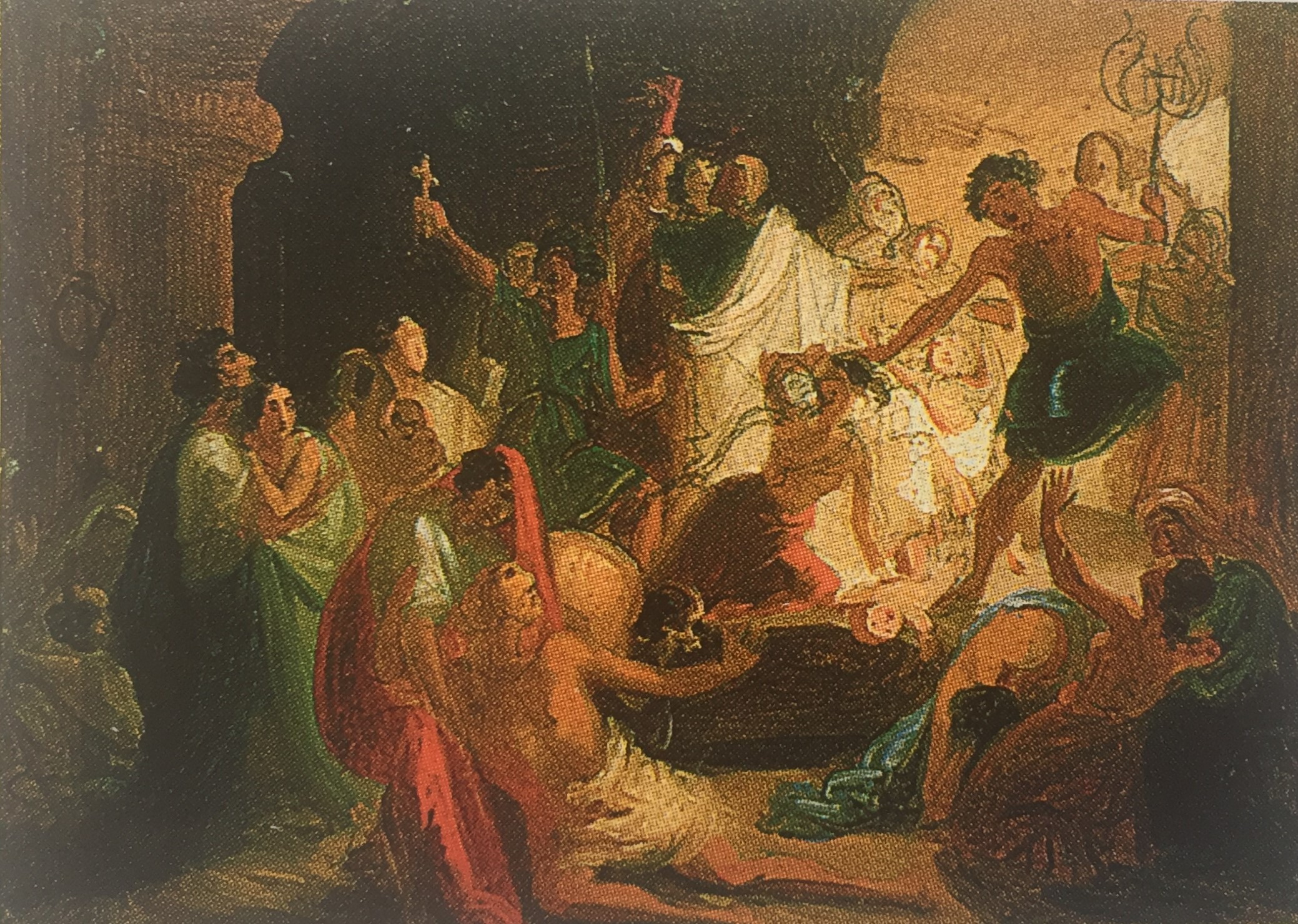
Martyrs chrétiens au Colisée Musée russe.
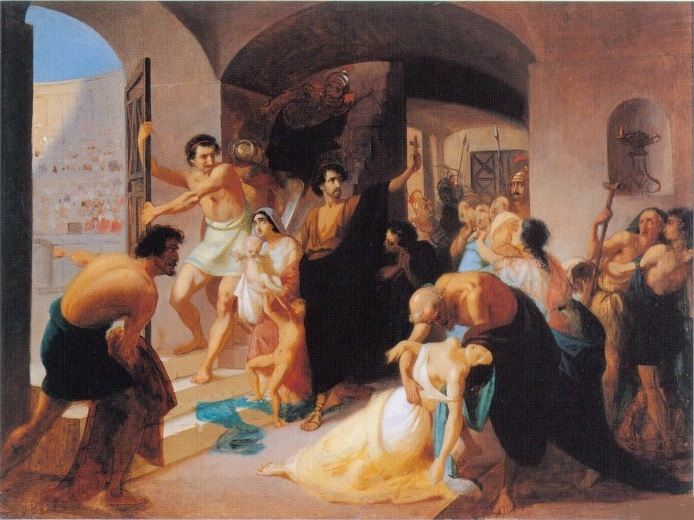
Martyrs chrétiens au Colisée Galerie Tretiakov.
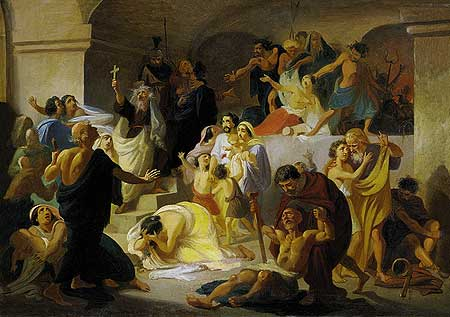
Martyrs chrétiens au Colisée (Musée de Rybinsk).
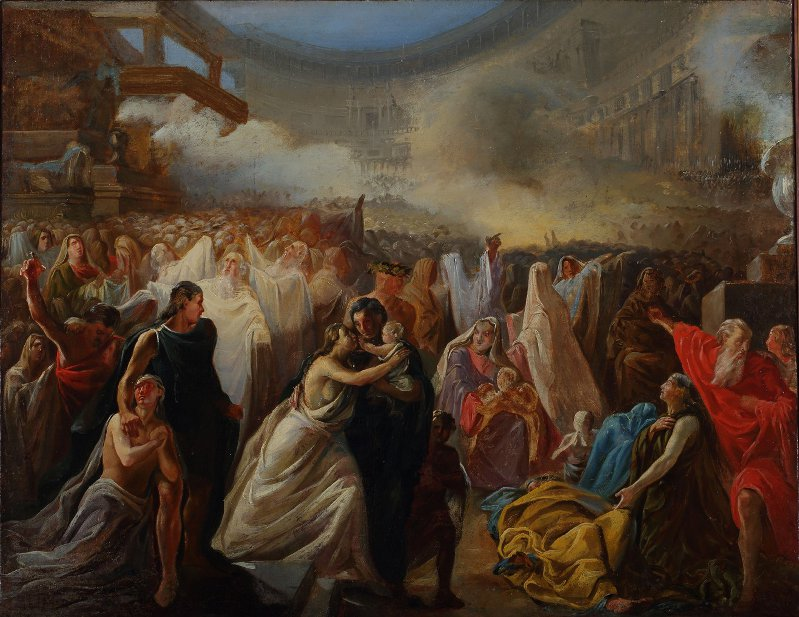
Martyrs chrétiens au Colisée  (Galerie nationale d'Art de Perm).

## Critiques
Le critique Vladimir Stassov écrit dans son article sur L'exposition de l'Académie de 1863 : « Flavitski répète assez bien l'irisation habituelle de Brioullov et ses expressions théâtrales et mélodramatiques, mais au milieu d'une absence de sentiments réels ». Plus tard, dans son étude sur Vingt-cinq ans de l'art russe, publiée dans les années 1882-1883, Stassov observe que durant les années 1850, 1860 et 1870 « sortaient, de temps en temps, au devant de la scène des peintres de l'ancien style », dont le plus important est Flavitski avec son tableau Martyrs chrétiens au Colisée qui est fort proche de Brioullov et de son Pompéï ».
Le peintre russe Ivan Kramskoï, dans une lettre adressée au critique Nikolaï Alexandrov en août 1877, parle plutôt négativement de cette toile des martyrs chrétiens. « C'est un tableau clinquant et théâtral, dépourvu de toute relation indépendante avec la réalité ». Il appelle Flavitski « un imitateur talentueux de Brioullov, admirateur passionné de ce maître ». C'est le temps qui l'a empêché de trouver de nouvelles voies et une gloire telle que celle de Brioullov. Il est mort de phtisie à 35 ans.
La critique d'art Sofia Goldstein, parlant de la toile des martyrs chrétiens du Colisée, considère que « l'idée de la lutte au nom de ses convictions, l'intérêt pour l'expression d'émotions fortes, permet de deviner le début d'une nouvelle compréhension historique de la peinture ». En même temps, elle note que « la dépendance de l'artiste vis-à-vis d'un langage scolaire, l'admiration qu'il a pour Brioullov, l'influence qu'il a subie comme élève de l'Académie, ne lui ont pas permis de trouver une voie nouvelle indépendante ».